# ITF Women’s World Tennis Tour 2020 (Oktober–Dezember)
In den folgenden Tabellen werden die Tennisturniere des vierten Quartals der ITF Women’s World Tennis Tour 2020 dargestellt.

## Turnierplan
| Kategorien            | Kategorien           |
| World Tennis Tour 25+ | World Tennis Tour 15 |
| --------------------- | -------------------- |
| W100                  | —                    |
| W80                   | —                    |
| W60                   | —                    |
| W25                   | —                    |
| —                     | W15                  |

### Oktober
| Datum 1 | Turnierort                                  | Siegerin Einzel        | Siegerinnen Doppel                            |
| ------- | ------------------------------------------- | ---------------------- | --------------------------------------------- |
| 5.10.   | Scharm asch-Schaich                         | Hanna Posnichirenko    | Gösäl Ainitdinowa Schibek Qulambajewa         |
| 5.10.   | Monastir                                    | Yvonne Cavalle-Reimers | Yvonne Cavalle-Reimers Eliessa Vanlangendonck |
| 12.10.  | Cherbourg-en-Cotentin                       | Kaia Kanepi            | Robin Anderson Jessika Ponchet                |
| 12.10.  | Scharm asch-Schaich                         | Sandra Samir           | Wiktorija Dema Martyna Kubka                  |
| 12.10.  | Monastir                                    | María Lourdes Carlé    | Bárbara Gatica Rebeca Pereira                 |
| 12.10.  | Funchal                                     | Beatriz Haddad Maia    | Arianne Hartono Eva Vedder                    |
| 19.10.  | Macon Mercer Tennis Classic 2020            | Catherine Bellis       | Magdalena Fręch Katarzyna Kawa                |
| 19.10.  | Reims                                       | Océane Dodin           | Séléna Janicijevic Robin Montgomery           |
| 19.10.  | Scharm asch-Schaich                         | Joanna Garland         | Weronika Pepeljajewa Anastassija Tichonowa    |
| 19.10.  | Monastir                                    | Sina Herrmann          | Weronika Falkowska Lisa Ponomar               |
| 26.10   | Tyler Bellatorum Resources Pro Classic 2020 | Ann Li                 | Allura Zamarripa Maribella Zamarripa          |
| 26.10   | Istanbul                                    | Kaia Kanepi            | Jaqueline Cristian Elena-Gabriela Ruse        |
| 26.10   | Scharm asch-Schaich                         | Rutuja Bhosale         | Xenija Laskutowa Darja Mischina               |
| 26.10   | Iraklio                                     | Alexandra Cadanțu      | Andreea Roșca Ioana Loredana Roșca            |
| 26.10   | Platja d’Aro                                | Sebastianna Scilipoti  | Alina Tscharajewa Oxana Selechmetjewa         |
| 26.10   | Monastir                                    | María Lourdes Carlé    | Dia Ewtimowa Carole Monnet                    |
| 26.10   | Pasardschik                                 | Erika Andrejewa        | Oana Gavrilă Oana Georgeta Simion             |
| 26.10   | Lousada                                     | Susan Bandecchi        | Susan Bandecchi Lara Salden                   |

### November
| Datum 1 | Turnierort                       | Siegerin Einzel                                                                      | Siegerinnen Doppel                                                                   |
| ------- | -------------------------------- | ------------------------------------------------------------------------------------ | ------------------------------------------------------------------------------------ |
| 2.11.   | Charleston LTP Tennis $100K 2020 | Mayar Sherif                                                                         | Magdalena Fręch Katarzyna Kawa                                                       |
| 2.11.   | Scharm asch-Schaich              | Iryna Schymanowitsch                                                                 | Xenija Laskutowa Darja Mischina                                                      |
| 2.11.   | Iraklio                          | Gergana Topalowa                                                                     | Alica Rusová Nina Stadler                                                            |
| 2.11.   | Castellón                        | Das Turnier wurde nach der ersten Runde wegen anhaltend schlechten Wetters abgesagt. | Das Turnier wurde nach der ersten Runde wegen anhaltend schlechten Wetters abgesagt. |
| 2.11.   | Lousada                          | Lara Salden                                                                          | Arianne Hartono Yuriko Miyazaki                                                      |
| 2.11.   | St. Ulrich                       | Federica Di Sarra                                                                    | Suzan Lamens Kimberley Zimmermann                                                    |
| 9.11.   | Orlando                          | Alycia Parks                                                                         | Rasheeda McAdoo Alycia Parks                                                         |
| 9.11.   | Scharm asch-Schaich              | Lea Bošković                                                                         | Elina Awanessjan Iryna Schymanowitsch                                                |
| 9.11.   | Iraklio                          | Romy Kölzer                                                                          | Verena Meliss Martina Spigarelli                                                     |
| 16.11.  | Las Palmas de Gran Canaria       | Kaia Kanepi                                                                          | Lara Salden Kimberley Zimmermann                                                     |
| 16.11.  | Scharm asch-Schaich              | Joanna Garland                                                                       | Michaela Bayerlová Laetitia Pulchartová                                              |
| 16.11.  | Iraklio                          | Andreea Roșca                                                                        | Andreea Roșca Ioana Loredana Roșca                                                   |
| 16.11.  | Haabneeme                        | Kamilla Bartone                                                                      | Justina Mikulskytė Lexie Stevens                                                     |
| 23.11.  | Las Palmas de Gran Canaria       | Das Finale wurde wegen schlechten Wetters abgebrochen.                               | Andrea Gámiz Guillermina Naya                                                        |
| 23.11.  | Iraklio                          | Andreea Roșca                                                                        | Andreea Roșca Ioana Loredana Roșca                                                   |
| 23.11.  | Kairo                            | Carolina M. Alves                                                                    | Elina Awanessjan Hanna Kubarawa                                                      |
| 23.11.  | Monastir                         | Carole Monnet                                                                        | Aubane Droguet Schalimar Talbi                                                       |
| 30.11.  | Kairo                            | Erika Andrejewa                                                                      | Anna Sisková Lexie Stevens                                                           |
| 30.11.  | Monastir                         | Julija Hatouka                                                                       | Yvonne Cavalle-Reimers Bojana Marinković                                             |
| 30.11.  | Antalya                          | İpek Öz                                                                              | Andreea Prisăcariu Andreea Roșca                                                     |

### Dezember
| Datum 1 | Turnierort                             | Siegerin Einzel                                   | Siegerinnen Doppel                     |
| ------- | -------------------------------------- | ------------------------------------------------- | -------------------------------------- |
| 7.12.   | Dubai Al Habtoor Tennis Challenge 2020 | Sorana Cîrstea                                    | Ekaterine Gorgodse Ankita Raina        |
| 7.12.   | Monastir                               | Lulu Sun                                          | Nefisa Berberović Anita Husarić        |
| 7.12.   | Antalya                                | Das Turnier wurde nach dem Halbfinale abgebrochen | Hurricane Tyra Black Svenja Ochsner    |
| 7.12.   | Kairo                                  | Carolina M. Alves                                 | Darja Mischina Noel Saidenowa          |
| 7.12.   | Madrid                                 | Conny Perrin                                      | Ángela Fita Boluda Oxana Selechmetjewa |
| 14.12.  | Wolkenstein                            | Zheng Qinwen                                      | Matilde Paoletti Lisa Pigato           |
| 14.12.  | Monastir                               | Carole Monnet                                     | Weronika Falkowska Julija Hatouka      |
| 14.12.  | Antalya                                | Diane Parry                                       | Sopia Schapatawa Walerija Strachowa    |
| 21.12.  | Monastir                               | Nuria Párrizas Díaz                               | Weronika Falkowska Anna Sisková        |
| 21.12.  | Antalya                                | Amina Anschba                                     | Nicole Fossa Huergo Julia Kimmelmann   |
| 28.12.  | Monastir                               | Anna Sisková                                      | Inès Ibbou Anna Sisková                |